# 潘雲會
潘雲會（？—？），字士逢，南直隶松江府上海縣人。

## 生平
嘉靖癸未进士潘恩從孫，萬曆四十六年（1618年）戊午科應天鄉試舉人，萬曆四十七年（1619年）联捷己未科进士，刑部觀政，官至工部屯田司主事。

## 家族
曾祖潘奎，封佥事，贈左都御史。祖潘恕，光禄寺署丞。父潘允誠，光禄寺监事，乡大宾。